# Synarachnactis brachiolata
Espèce
Synarachnactis brachiolata est une espèce de cnidaires anthozoaires de la famille des Synarachnactidae.

## Classification
Le nom valide complet (avec auteur) de ce taxon est Synarachnactis brachiolata (Agassiz, 1863).
L'espèce a été initialement classée dans le genre Arachnactis sous le protonyme Arachnactis brachiolata A. Agassiz, 1863.
Synarachnactis brachiolata a pour synonyme :
- Arachnactis brachiolata A. Agassiz, 1863

### Publication originale
- (en) A. Agassiz, « On Arachnactis brachiolata, a species of floating Actinia found at Nahant, Massachusetts », Boston Journal of Natural History, Boston, vol. 7,‎ 1863, p. 525-531 (ISSN 0271-5716, lire en ligne, consulté le 17 juin 2024).